# Rosenpiplärka
Rosenpiplärka (Anthus roseatus) är en asiatisk bergslevande fågel i familjen ärlor inom ordningen tättingar.

## Utseende och läte
Rosenpiplärkan är en 15 centimeter lång och kraftigt streckad piplärka, olivfärgad på mantel, större täckare, armpennor och tertialer. I häckningsdräkt har den malvafärgad anstrykning på undersidan. Utanför häckningstid är ovansidan är kraftigt streckad och har till skillnad från sina släktingar mörk tygel. Lätet är ett svagt "seep-seep".

## Utbredning
Rosenpiplärkan förekommer i bergstrakter från västligaste Kina (västra Xinjiang söderut till nordöstra Afghanistan och österut i Himalaya till nordöstra Indien (Arunachal Pradesh. Den påträffas även i södra och östra Kina, i centrala Gansu österut troligen till Inre Mongoliet och västra Hebei, söderut till södra och östra Xizang, Yunnan, västra Guizhou och västra Hubei. Troligen förekommer den även i norra och nordöstra Myanmar. Vintertid flyttar den söderut till norra Pakistan, norra Indien (i syd till Rajasthan och Assam), Bangladesh och norra Indokina.

## Systematik
Arten behandlas som monotypisk, det vill säga att den inte delas in i några underarter. Dess närmaste släktingar är ängspiplärka, vattenpiplärka, amerikansk piplärka, stenpiplärka, skärpiplärka och rödstrupig piplärka.

## Levnadssätt
Rosenpiplärkan häckar på alpängar och klippblocksströdda grässluttningar, särskilt nära snöfläckar. Den lever av insekter, frön och bär som den plockar från marken eller från låg vegetation. Den häckar från slutet av maj till augusti, sällsynt in i september. Efter häckningen rör den sig till längre höjder och nordliga populationer är flyttfåglar.

## Status och hot
Arten har ett stort utbredningsområde och en stor population med stabil utveckling och tros inte vara utsatt för något substantiellt hot. Utifrån dessa kriterier kategoriserar internationella naturvårdsunionen IUCN arten som livskraftig (LC). Världspopulationen har inte uppskattats men den beskrivs som generellt vanlig, dock ovanlig vintertid i Myanmar och Thailand.